# Joyería Bauer
Joyería Bauer es una empresa colombiana del sector joyero y relojero, fundada en 1893 en Bogotá. Con una trayectoria que supera los 130 años, es una de las compañías más antiguas del sector en el país.

## Historia
La empresa fue fundada en 1893 por Christian Bauer, inmigrante alemán que se estableció en Bogotá. En 1993, el diario *El Tiempo* destacó el centenario de la joyería y lo describió como un símbolo de “seriedad y cumplimiento” en el comercio especializado.
Un artículo de *DiarioLaEconomía.com* señala que Bauer empezó sus operaciones en 1891, resaltando el crecimiento de la empresa bajo la dirección de la quinta generación familiar.

## Actividad
La empresa se dedica al diseño, fabricación y venta de joyas en metales preciosos y piedras naturales, con talleres especializados para su restauración y creación personalizada. También actúa como importador y servicio técnico para marcas de relojería suiza.

## Presencia
Actualmente mantiene establecimientos en Bogotá, incluyendo locales en centros comerciales y sectores comerciales destacados.

## Relevancia
El relato de su centenario en medios nacionales como *El Tiempo*, junto con su continuidad empresarial familiar por generaciones, ha destacado a Joyería Bauer como parte de la historia del comercio especializado de lujo en Colombia.
1. ↑  «Círculo Colombiano de Joyerías – Joyería Bauer». Consultado el 19 de agosto de 2025.
2. ↑  «El fundador de una dinastía de joyeros». 26 de noviembre de 1993.
3. ↑  «Bauer, todo un compendio de lujo y exclusividad en Colombia». Consultado el 19 de agosto de 2025.
4. ↑  «Los relojes Girard-Perregaux llegarán a Colombia de la mano de la joyería Bauer». 9 de diciembre de 2024.
5. ↑  «Círculo Colombiano de Joyerías – Joyería Bauer». Consultado el 19 de agosto de 2025.
6. ↑  «Bauer, todo un compendio de lujo y exclusividad en Colombia». Consultado el 19 de agosto de 2025.